# Тьоме
Тьоме (на норвежки: Tjøme) е община във фюлке Вестфол, южна Норвегия, с обща площ 38 км 2 и население 4553 души (2004). Административен център е село Тьоме.